# ČSD SM 488.0 sorozat
A ČSD SM 488.0 sorozat egy ötrészes Bo'Bo'+2'2'+2'2'+2'2'+Bo'Bo' tengelyelrendezésű, 25 kV 50 Hz AC áramrendszerű csehszlovák villamosmotorvonat-sorozat volt. A prototípus 1966-ban készült el, a sorozatgyártás 1970 és 1971 között történt. Összesen 17 motorvonat készült el.
Az ország szétválása után a ČD-hez mint ČD 560 sorozat, a ŽSSK-hoz mint ŽSSK 560 sorozat került. A ČD 2022-ben selejtezte a sorozatot.